# Mount Jones
Mount Jones ist ein 1260 m hoher Berg im westantarktischen Marie-Byrd-Land. Er ist die nördlichste Erhebung in den zu den Ford Ranges gehörigen Clark Mountains. 
Entdeckt wurde er bei Überflügen von der West Base bei der United States Antarctic Service Expedition (1939–1941). Benannt ist der Berg nach dem US-amerikanischen Geographen Clarence Fielden Jones (1893–1991) von der Clark University.